# Elizabeth Campbell
Elizabeth Daniela Campbell (ur. 26 kwietnia 1994 w Valenci) – amerykańska siatkarka, grająca na pozycji przyjmującej.

## Sukcesy klubowe
Mistrzostwo Korei Południowej:
- 2018